# Chriodes asperatus
Chriodes asperatus är en stekelart som beskrevs av Gupta och Maheshwary 1974. Chriodes asperatus ingår i släktet Chriodes och familjen brokparasitsteklar. Utöver nominatformen finns också underarten C. a. siamensis.